# Glendora (rivista)
Glendora è una rivista culturale pubblicata a Lagos in Nigeria pubblicata da Olakunle Tejuoso proprietario dell'omonima libreria Glendora.

## Storia editoriale
La rivista si focalizza sulla cultura nigeriana e pubblica saltuariamente contributi sull'arte contemporanea africana e su altre nazioni del continente. Gli articoli trattano di arti visive, cinema, architettura, teatro, letteratura, musica pop e in particolare l'afrobeat.
"Glendora" nasce nel 1994 all'epoca della dittatura del generale Sani Abacha (1993-1998). Secondo Cédric Vincent e Thomas Boutoux, la rivista diventa uno spazio di resistenza intellettuale e artistica e riesce a riunire intorno a sé i più importanti intellettuali del paese, protagonisti della vita culturale, scrittori e critici. La rivista non esita a rendere omaggio allo scrittore Ken Saro Wiwa, impiccato nel 1995.
Collaborano alla rivista tra gli altri Okwui Enwezor e Olu Oguibe.
Olakunle Tejuoso pubblica anche la rivista semestrale "Yoruba Ideas" focalizzata sulla cultura Yoruba all'interno del mondo globale; la rivista raccoglie contributi vicini agli studi culturali.